# Обернені тригонометричні функції
Обернені тригонометричні функції (аркфункції) — математичні функції, що є оберненими до тригонометричних функцій.
До обернених тригонометричних функцій відносять 6 функцій:
- аркси́нус (arcsin)
- аркко́синус (arccos)
- аркта́нгенс (arctg; в іноземній літературі arctan)
- арккота́нгенс (arcctg; в іноземній літературі arccot чи arccotan)
- арксе́канс (arcsec)
- арккосе́канс (arccosec; в іноземній літературі arccsc)

Назва оберненої тригонометричної функції утворюється від назви тригонометриної функції за допомогою префікса «арк-» (від лат. arc — дуга). Це тому, що геометрично значення оберненої тригонометричної функції рівне дузі одиничного кола (чи кутові, що стягує цю дугу), яка опирається на заданий відрізок.

## Основні властивості

### Головні значення
Оскільки жодна із тригонометричних функції не є однозначною, вони мають обмеження для того, щоб мати обернені функції. Тому області значень обернених функцій є відповідними підмножинами області визначення початкових функцій.
Функцію y = arcsin(x) можна визначити як таку, що sin(y) = x. Для даного дійсного числа x, в діапазоні −1 ≤ x ≤ 1, існує декілька (на справді, нескінченно багато) чисел y, таких що sin(y) = x; наприклад, sin(0) = 0, але і sin(π) = 0, sin(2π) = 0, і так далі. Якщо необхідно отримати лише одне значення, функцію можна обмежити до її головної області. Із таким обмеженням, для кожного x вираз arcsin(x) буде обчислювати лише одне значення, яке називається головним значенням. Ці властивості застосовується до всіх обернених тригонометричних функцій.
Головні області значень зворотніх функцій наведені у таблиці.
| Назва        | Позначення     | Визначення  | Можливі дійсні значення аргументу функції | Область значень (радіани)    | Область значень (градуси)       |
| ------------ | -------------- | ----------- | ----------------------------------------- | ---------------------------- | ------------------------------- |
| арксинус     | y = arcsin x   | x = sin y   | −1 ≤ x ≤ 1                                | −π/2 ≤ y ≤ π/2               | −90° ≤ y ≤ 90°                  |
| арккосинус   | y = arccos x   | x = cos y   | −1 ≤ x ≤ 1                                | 0 ≤ y ≤ π                    | 0° ≤ y ≤ 180°                   |
| арктангенс   | y = arctg x    | x = tg y    | всі дійсні числа                          | −π/2 < y < π/2               | −90° < y < 90°                  |
| арккотангенс | y = arcctg x   | x = ctg y   | всі дійсні числа                          | 0 < y < π                    | 0° < y < 180°                   |
| арксеканс    | y = arcsec x   | x = sec y   | x ≤ −1 або 1 ≤ x                          | 0 ≤ y < π/2 або π/2 < y ≤ π  | 0° ≤ y < 90° або 90° < y ≤ 180° |
| арккосеканс  | y = arccosec x | x = cosec y | x ≤ −1 або 1 ≤ x                          | −π/2 ≤ y < 0 або 0 < y ≤ π/2 | -90° ≤ y < 0° або 0° < y ≤ 90°  |

## Основні відношення
Доповнювальний кут:
{\displaystyle \arccos {x}={\frac {\pi }{2}}-\arcsin {x}}
{\displaystyle \operatorname {arccot} {x}={\frac {\pi }{2}}-\arctan {x}}
{\displaystyle \operatorname {arccsc} {x}={\frac {\pi }{2}}-\operatorname {arcsec} {x}}
Від'ємний аргумент:
{\displaystyle \arcsin {(-x)}=-\arcsin {x}\!}
{\displaystyle \arccos {(-x)}=\pi -\arccos {x}\!}
{\displaystyle \arctan {(-x)}=-\arctan {x}\!}
{\displaystyle \operatorname {arccot} {(-x)}=\pi -\operatorname {arccot} {x}\!}
{\displaystyle \operatorname {arcsec} {(-x)}=\pi -\operatorname {arcsec} {x}\!}
{\displaystyle \operatorname {arccsc} {(-x)}=-\operatorname {arccsc} {x}\!}
Обернений аргумент:
{\displaystyle \arccos(1/x)\,=\operatorname {arcsec} x\,}
{\displaystyle \arcsin(1/x)\,=\operatorname {arccsc} x\,}
{\displaystyle \arctan(1/x)={\tfrac {1}{2}}\pi -\arctan x=\operatorname {arccot} x,{\text{ if }}x>0\,}
{\displaystyle \arctan(1/x)=-{\tfrac {1}{2}}\pi -\arctan x=-\pi +\operatorname {arccot} x,{\text{ if }}x<0\,}
{\displaystyle \operatorname {arccot}(1/x)={\tfrac {1}{2}}\pi -\operatorname {arccot} x=\arctan x,{\text{ if }}x>0\,}
{\displaystyle \operatorname {arccot}(1/x)={\tfrac {3}{2}}\pi -\operatorname {arccot} x=\pi +\arctan x,{\text{ if }}x<0\,}
{\displaystyle \operatorname {arcsec}(1/x)=\arccos x\,}
{\displaystyle \operatorname {arccsc}(1/x)=\arcsin x\,}

Головні значення функцій arcsin(x) та arccos(x).

Головні значення функцій arcsec(x) та arccsc(x).

Якщо наявна тільки частина таблиці для sine:
{\displaystyle \arccos x=\arcsin {\sqrt {1-x^{2}}},{\text{ if }}0\leq x\leq 1}
{\displaystyle \arctan x=\arcsin {\frac {x}{\sqrt {x^{2}+1}}}}
Із формули половинного кута {\displaystyle \tan {\frac {\theta }{2}}={\frac {\sin \theta }{1+\cos \theta }}}, отримаємо:
{\displaystyle \arcsin x=2\arctan {\frac {x}{1+{\sqrt {1-x^{2}}}}}}
{\displaystyle \arccos x=2\arctan {\frac {\sqrt {1-x^{2}}}{1+x}},{\text{ if }}-1<x\leq +1}
{\displaystyle \arctan x=2\arctan {\frac {x}{1+{\sqrt {1+x^{2}}}}}}

## Відношення між оберненими тригонометричними та тригонометричними функціями
Тригонометричні функції, аргументом яких є зворотні тригонометричні функції, приведені в таблиці нижче. Їх можна швидко вивести із геометрії правильного трикутника, одна із сторін якого має довжину 1, а інша сторона має довжину x (будь-яке дійсне число що приймає значення від 0 до 1), і застосувавши Теорему Піфагора і визначення тригонометричних співвідношень. 
| {\displaystyle \theta }                   | {\displaystyle \sin(\theta )}                                                | {\displaystyle \cos(\theta )}                                                | {\displaystyle \tan(\theta )}                                                | Діаграми |
| ----------------------------------------- | ---------------------------------------------------------------------------- | ---------------------------------------------------------------------------- | ---------------------------------------------------------------------------- | -------- |
| {\displaystyle \arcsin(x)}                | {\displaystyle \sin(\arcsin(x))=x}                                           | {\displaystyle \cos(\arcsin(x))={\sqrt {1-x^{2}}}}                           | {\displaystyle \tan(\arcsin(x))={\frac {x}{\sqrt {1-x^{2}}}}}                |          |
| {\displaystyle \arccos(x)}                | {\displaystyle \sin(\arccos(x))={\sqrt {1-x^{2}}}}                           | {\displaystyle \cos(\arccos(x))=x}                                           | {\displaystyle \tan(\arccos(x))={\frac {\sqrt {1-x^{2}}}{x}}}                |          |
| {\displaystyle \arctan(x)}                | {\displaystyle \sin(\arctan(x))={\frac {x}{\sqrt {1+x^{2}}}}}                | {\displaystyle \cos(\arctan(x))={\frac {1}{\sqrt {1+x^{2}}}}}                | {\displaystyle \tan(\arctan(x))=x}                                           |          |
| {\displaystyle \operatorname {arccsc}(x)} | {\displaystyle \sin(\operatorname {arccsc}(x))={\frac {1}{x}}}               | {\displaystyle \cos(\operatorname {arccsc}(x))={\frac {\sqrt {x^{2}-1}}{x}}} | {\displaystyle \tan(\operatorname {arccsc}(x))={\frac {1}{\sqrt {x^{2}-1}}}} |          |
| {\displaystyle \operatorname {arcsec}(x)} | {\displaystyle \sin(\operatorname {arcsec}(x))={\frac {\sqrt {x^{2}-1}}{x}}} | {\displaystyle \cos(\operatorname {arcsec}(x))={\frac {1}{x}}}               | {\displaystyle \tan(\operatorname {arcsec}(x))={\sqrt {x^{2}-1}}}            |          |
| {\displaystyle \operatorname {arccot}(x)} | {\displaystyle \sin(\operatorname {arccot}(x))={\frac {1}{\sqrt {1+x^{2}}}}} | {\displaystyle \cos(\operatorname {arccot}(x))={\frac {x}{\sqrt {1+x^{2}}}}} | {\displaystyle \tan(\operatorname {arccot}(x))={\frac {1}{x}}}               |          |

## Диференціювання тригонометричних функцій
Похідна для дійсних та комплексних значень x:
{\displaystyle {\begin{aligned}{\frac {d}{dx}}\arcsin x&{}={\frac {1}{\sqrt {1-x^{2}}}}\\{\frac {d}{dx}}\arccos x&{}={\frac {-1}{\sqrt {1-x^{2}}}}\\{\frac {d}{dx}}\arctan x&{}={\frac {1}{1+x^{2}}}\\{\frac {d}{dx}}\operatorname {arccot} x&{}={\frac {-1}{1+x^{2}}}\\{\frac {d}{dx}}\operatorname {arcsec} x&{}={\frac {1}{x\,{\sqrt {x^{2}-1}}}}\\{\frac {d}{dx}}\operatorname {arccsc} x&{}={\frac {-1}{x\,{\sqrt {x^{2}-1}}}}\end{aligned}}}
Тільки для дійсних значень x:
{\displaystyle {\begin{aligned}{\frac {d}{dx}}\operatorname {arcsec} x&{}={\frac {1}{|x|\,{\sqrt {x^{2}-1}}}};\qquad |x|>1\\{\frac {d}{dx}}\operatorname {arccsc} x&{}={\frac {-1}{|x|\,{\sqrt {x^{2}-1}}}};\qquad |x|>1\end{aligned}}}
Приклад знаходження похідної: нехай {\displaystyle \theta =\arcsin x\!}, отримаємо:
{\displaystyle {\frac {d\arcsin x}{dx}}={\frac {d\theta }{d\sin \theta }}={\frac {1}{\cos \theta }}={\frac {1}{\sqrt {1-\sin ^{2}\theta }}}={\frac {1}{\sqrt {1-x^{2}}}}}

## Застосування

### Знаходження кутів прямокутного трикутника

Прямокутний трикутник: a - протилежний катет, b - прилеглий катет і h- гіпотенуза.

Обернені тригонометричні функції є корисними, коли необхідно визначити два не прямі кути прямокутного трикутника при відомих довжинах сторін трикутника. Якщо для прямокутного трикутника згадати визначення синуса, наприклад, буде отримане наступне
{\displaystyle \theta =\arcsin \left({\frac {\text{a}}{\text{h}}}\right)\,.}
Часто, гіпотенуза є не відомою і перед застосуванням функцій арксинуса або арккосинуса її необхідно розрахувати використовуючи теорему Піфагора: {\displaystyle a^{2}+b^{2}=h^{2}} де {\displaystyle h} це довжина гіпотенузи. Арктангенс стає корисним в такій ситуації, оскільки довжина гіпотенузи не є необхідною.
{\displaystyle \theta =\arctan \left({\frac {\text{a}}{\text{b}}}\right)\,.}
Наприклад, допустимо дах має висоту в 8 метрів і просувається в довжину на 20 метрів. Дах утворює кут θ із горизонталлю, де θ можна розрахувати наступним чином:
{\displaystyle \theta =\arctan \left({\frac {\text{a}}{\text{b}}}\right)=\arctan \left({\frac {\text{висота}}{\text{довжина}}}\right)=\arctan \left({\frac {8}{20}}\right)\approx 21.8^{\circ }\,.}

### У комп'ютерній науці і інженерії

#### Варіант арктангенсу з двома аргументами
Функція з двома аргументами atan2 розраховує арктангенс y / x для заданих y і x, але в діапазоні (−π, π]. Іншими словами, atan2(y, x) повертає кут між додатною частиною осі x на площині і точкою (x, y) на ній, і повертає додані значення для кутів проти годинникової стрілки (верхній півплощині, y > 0), і від'ємні значення для кутів за годинниковою стрілкою (нижньої півплощини, y < 0). Вперше така функція з'явилася в комп'ютерних мовах програмування, але зараз вона є відомою і в інших областях науки і інженерії.
Через стандартну функцію arctan, у діапазоні (−π/2, π/2), її можна задати наступним чином:
{\displaystyle \operatorname {atan2} (y,x)={\begin{cases}\arctan({\frac {y}{x}})&\quad x>0\\\arctan({\frac {y}{x}})+\pi &\quad y\geq 0\;,\;x<0\\\arctan({\frac {y}{x}})-\pi &\quad y<0\;,\;x<0\\{\frac {\pi }{2}}&\quad y>0\;,\;x=0\\-{\frac {\pi }{2}}&\quad y<0\;,\;x=0\\{\text{undefined}}&\quad y=0\;,\;x=0\end{cases}}}
Це також дорівнює головному значенню аргумента комплексного числа x + iy.
Цю функцію також можна визначити із використанням формули тангенса половинного кута наступним чином:
{\displaystyle \operatorname {atan2} (y,x)=2\arctan \left({\frac {y}{{\sqrt {x^{2}+y^{2}}}+x}}\right)}
за умови, що x > 0 або y ≠ 0. Однак, значення буде не коректним якщо x ≤ 0 і y = 0 тому такий вираз не є корисним для розрахунків.
Вищезгаданий порядок аргументів (y, x) є найбільш загальним, і зокрема використовується в ISO стандартах що застосовуються, наприклад в мові програмування C, але деякі автори можуть використовувати порядок навпаки (x, y), тому потрібно приділяти увагу.

#### Числова точність
Для кутів близькими за значенням до 0 і π, arccosine є погано обумовленим і тому обчислення кута буде відбуватися із зменшеною точністю при реалізації на комп'ютері (через обмежену кількість розрядів). Аналогічно, arcsine є неточним для кутів близьких до −π/2 and π/2.